# Сальцано
Сальцано (італ. Salzano, вен. Salsàn) — муніципалітет в Італії, у регіоні Венето, метрополійне місто Венеція.
Сальцано розташоване на відстані близько 410 км на північ від Рима, 21 км на північний захід від Венеції.
Населення — 12 778 осіб (2014).
Щорічний фестиваль відбувається 24 серпня. Покровитель — святий Варфоломій.

## Демографія
Населення за роками:

Станом на 1 січня 2023 року в муніципалітеті офіційно проживало 617 іноземців з 47 країн, серед них 219 громадян країн Євросоюзу та 36 громадян України.

## Сусідні муніципалітети
- Мартеллаго
- Мірано
- Ноале
- Скорце